# Aiphanes acaulis
Aiphanes acaulis Galeano & R.Bernal es una especie de plantas de la familia de las palmeras (Arecaceae).

## Distribución y hábitat
Es endémica  del oeste de Colombia. De Aiphanes acaulis se conocen dos poblaciones pequeñas en el Departamento de Chocó en el occidente de Colombia. Se encuentra en las tierras bajas y los bosques húmedos  pre-montanos a una altitud de 150-700 m s. n. m. La especie es relativamente nueva para la ciencia, una descripción de la especie se publicó por primera vez en 1985, basado en muestras recogidas en 1980.

## Descripción
Tiene el tallo corto y subterráneo.  Las plantas tienen de 8 a 10 hojas de hasta 1,5 metros  de largo.  Las flores son de color púrpura y se producen en una erecta inflorescencia.

## Taxonomía
Aiphanes acaulis fue descrito por Galeano & R.Bernal  y publicado en Principes 29: 20, f. 1 [p. 21]. 1985.
Etimología
Aiphanes: nombre genérico que está formado por los vocablos griegos aei, "siempre", y phanes, "vistoso".
acaulis: epíteto latino de las palabras a que significa "sin" y caule que significa "tallo" y que se refiere a que el tallo es corto en la medida en que es difícil de ver en absoluto, y en su mayoría subterráneo.

## Publicaciones
- Borchsenius, Finn; Rodrigo Bernal (diciembre de 1996). «Aiphanes (Palmae)». Flora Neotropica 70.
- Borchsenius Kristensen, F. & R. Bernal. 1996. Aiphanes (Palmae). Fl. Neotrop. 70: 1–95.
- Henderson, A., G. Galeano & R. Bernal. 1995. Field Guide Palms Americas 1–352. Princeton University Press, Princeton, New Jersey.